# 天主教加埃塔总教区
天主教加埃塔总教区是罗马天主教在意大利中部拉齐奥大区的南部设立的一个教区，属于罗马教省，主教座堂设在加埃塔。辖区包括丰迪、福尔米亚、庞廷群岛在内，面积603平方公里，总人口159,315人，分设57个本堂区，大部分位于拉蒂纳省，5个属于弗罗西诺内省